# ギャルゲヱの世界よ、ようこそ!
『ギャルゲヱの世界よ、ようこそ!』（ギャルゲヱのせかいよ、ようこそ!）は、田尾典丈による日本のライトノベル。イラストは有河サトルが担当。第10回エンターブレインえんため大賞小説部門優秀賞受賞作品（受賞時のタイトルは『ギャルゲーの世界よ、ようこそ!』）。ファミ通文庫（エンターブレイン）より2009年1月から2011年11月まで刊行された。
メディアミックスとして、もりたかたかしによるコミカライズが『ファミ通コミッククリア』（同）にて2011年1月から2012年1月まで配信された。

## ストーリー
本編
ギャルゲー好きの高校生、都筑武紀は、ある日「あなたの世界を変えてみませんか?」と記された怪しげなスパムメールを受け取った。「具現化するディスクを選んで下さい」という文言を見た彼は、迷わず自身のもっとも愛するギャルゲー「エターナル イノセンス」を挿入した。
翌朝、「エターナルイノセンス」の幼馴染キャラ・秋原理恵が起こしに来たのをはじめ、ヒロイン達が次々と現実の世界に現れる。切望していた暖かい家族と憧れのハーレム生活を手に入れたかに見えた武紀だったが、ある日を境にヒロイン達に予想外の不幸が降りかかり始める。
外伝
都筑武紀のクラスメイト高橋愛子の兄である高橋秀之は、本編で語られているゲームキャラが現実に具現化されるという奇跡の力である『フェアリーテールシステム』を日夜追い求めている。そんなある日、具現化したキャラクターのデータベースには存在しない不思議な少女、藍空暎那を保護する。

## 登場人物

### 学校の生徒達
都筑 武紀（つづき たけのり）
設定者にして本編の主人公。ギャルゲーをこよなく愛する高校生。
特殊な設定者で、武紀のパソコンはそれ単体でフェアリーテールシステムにアクセスできる機能を有している。
「エターナル イノセンス」を投影したが、現実の影響で予想外な実態を起き、呼び出されたヒロインやシナリオの強制力に巻き込まれた現実の人達に迷惑をかけてしまったことに気付き、罪悪感を抱き自暴自棄になるも理恵の一言で吹っ切れ、彼女達を幸せにする決意をする。
全てのシナリオが終了後、再設定の際には「エターナル イノセンス ファンディスク 永遠の絆をあなたと」のシナリオは展開せず、世界を狂わせないよう細かく設定し直し投影しヒロイン達を復活させた。
「エターナル イノセンス」を何度も繰り返しプレイしており、イベントや台詞、テキスト等も全て記憶している。明石に成り済ましていたゆうきの正体に気づいた。
8年前の交通事故で父親を亡くし、それを追うように母親も病気で亡くしている。
神楽 咲（かぐら さき）
来訪者。「エターナル イノセンス」のメインヒロイン。「エターナル イノセンス」では蓮條学園の二年生で、主人公のクラスメイト。
学園のアイドル。文武両道の才女で、誰に対しても分け隔てなく明るくやさしい。
関東一帯の高校生で知らないものはいないという設定を持ち、原作では誰からも愛されていたが現実の影響で彼女を気に入らない者から嫌がらせを受けるようになった。
再生不良性貧血に侵されており、ゲームでは主人公の骨髄が適合し移植する設定だが、現実世界では年齢制限によりできなかったため、従姉妹である八重の骨髄を移植し完治する。
第1巻では校内に非公認ファンクラブが存在し、再設定の時に武紀が設定から除外したがわずかに記憶があるためか、ファンクラブに入っていた者達は今でも武紀を敵視している。真相を知った後も今まで通り接し、彼を「エターナル イノセンス」の主人公ではなく武紀という人間としてみており、他のヒロインもそう見られている。第4巻では武紀に重複した正樹に告白され、恋人になる（なお、この時、武紀に重複した正樹にファーストキスを奪われる）もその影響（ファンディスクの追記設定）で再び他のクラスからいじめに遭う。このために病気が再発し悪化するも正樹が去ったため完治する。違和感を覚えながらも正樹の告白を受けたことに罪の意識を感じ、一度「エターナル イノセンス」の世界に帰るもフェアリーテールシステムで彼女を追いかけた武紀と理恵達の説得で帰還。その際、理恵とは名前で呼び合うようになった。主要キャラで唯一、胸が成長している。
秋原 理恵（あきはら りえ）
来訪者。「エターナル イノセンス」のもう一人のメインヒロインで5人の中で一番人気が高い。「エターナル イノセンス」では蓮條学園の二年生で、主人公の隣に住む幼馴染。
幼い頃から主人公に思いを寄せており、主人公が関わることには並以上の行動力を持つようになる。また、恥ずかしくなったり焦ったりすると、言語能力がバグる。ヒロインの中では大人しい性格だが嫉妬深い所があり、時折疑心モードになることもあるが、現実世界に出現してからは自暴自棄になる武紀を一喝するなど気丈な一面もある。
両親が離婚しようとしており転校しそうになったが、ゆうきの事件がきっかけで和解。真相を知った後も武紀の幼馴染として思いを寄せるも本当の幼馴染の出現に戸惑い、「ささやきメモリー」の巨木の願いで記憶を失い、 第4巻では武紀に重複した正樹が咲に告白し、ショックを受け、さらに正樹が現実に出現したことで自殺する考えるようになり、再び武紀のことを忘れるも、いずれも武紀の奮闘で記憶を取り戻す。
都筑 春海（つづき はるみ）
来訪者。「エターナル イノセンス」のヒロイン。「エターナル イノセンス」では蓮條学園の三年生で、主人公の義理の姉。
品行方正で真面目だが堅物ではなく、気さくで武紀にセクハラされても怒るどころかむしろスキンシップと思っている。主人公に対しては非常に甘く、ところかまわず甘やかす癖がある。温厚で原作では怒る場面はまったくないが武紀が咲のファンクラブに襲われた際は激怒した。
元々右肘に爆弾を抱えていて、テニスの試合中に重度のテニス肘になるが、少しずつ回復している。真相を知った後も武紀の姉として接している。第4巻では正樹の出現で一度は原作どおり正樹の義姉になったが、武紀の奮闘で本来の自分を取り戻す。
都筑 夏海（つづき なつみ）
来訪者。「エターナル イノセンス」のヒロイン。「エターナル イノセンス」では蓮條学園の一年生で、主人公の義理の妹。
底抜けに明るく少しませている。かなりのお兄ちゃんっ子で、朝、兄を起こしに来るフリをして布団にもぐりこむのが日課。
拓海が夏海に告白したことがきっかけで親友の小由奈と絶交するも、そのことを後悔した小由奈に頼まれた武紀の励ましもあり和解。呼び出されたヒロインの中で終了が一番早く、消滅した後は姉の春海の記憶からも消されるが、再設定後に元の姉妹に戻る。真相を知った後も武紀を実の兄のように慕っている。実は姉が胸を気にするように自分も主要キャラで一番の小柄な体にコンプレックスを持っている。
第4巻では正樹の出現で一度は原作どおり正樹の義妹になったが、武紀の奮闘で本来の自分を取り戻す。なお、その時の武紀からは「なつみん」と呼ばれ、彼女も彼を「せんぱい」と呼んでいた。
伊藤 ゆうき（いとう ゆうき）
設定者でリテラルカスタマー。「エターナル イノセンス」のヒロイン「明石 葵」を自身に投影している。
「明石 葵」の能力である高い身体能力と、人の魂を視る事のできる能力や肉体から切り離したり、封印したりといった能力を持つ。
当初は明石として普通の生活をしていたが、データを上書きし自分の生活を壊した武紀を憎んでおり、ヒロイン達を消そうとする。しかし武紀自身も同じ苦しみを受けていることを知り、ヒロイン全員を幸せにするということを約束し引き上げた。
その後、明石シナリオが終わったため、ゆうきとして暮らせるようになり武紀達とも和解した。再設定後は武紀の計らいで彼女に関する設定は排除された。
各回で誓いを破りそうになると激怒するも、ヒロイン達のことで戸惑う武紀に一喝を入れたり、時折武紀に助言をして助けるなど互いに信頼しあっており、彼女も武紀の言葉に戸惑う一面もある。
現在は女だが、その正体は生物学的性別には男。外見も中性的で自身を女と認識している性同一性障害で本人曰く『男の娘』。男子にも告白され自身も可愛いと認めるほどだがそれが原因で嫌がらせを受け、登校拒否をしていた。「エターナル イノセンス」のヒロインである明石が自身の理想の美少女だったため、フェアリーテールシステムで彼女になった。第8巻で自身の正体と過去、そして武紀に対する思いを武紀に告白し武紀からも受け入れられた
明石 葵（あかし あおい）
「エターナル イノセンス」のヒロインでヒロインの中で登場が遅いが終了が早い。蓮條学園に転校し主人公と同じクラスになる。二年生で目付きが鋭く冷たい印象がある。スレンダーな外見だが実はヒロインの中で一番のプロポーションの持ち主。自分のことをボクというボクっ子で、寡黙で人と関わろうとはしない。木刀を持ち歩いている。彼女を自分と重ねたゆうきは彼女のデータを投影し明石として生きることにした。そのため、オリジナルの彼女は唯一投影されなかった。
佐藤 翔也（さとう しょうや）
武紀の悪友で同級生。武紀をギャルゲーの世界に引き込んだ張本人で武紀以上にギャルゲー好きで典型的なオタクだが時折武紀を助けることもある。本編の一人称は「僕」だが漫画版では悪友キャラらしく「俺」に変更されている。
高橋 愛子（たかはし あいこ）
身長：157cm。スリーサイズ：82・60・91
武紀の同級生。クラスで一番強い女子グループのリーダー格。兄と妹がいる。
気が強く物怖じしないが、恋愛に対しては奥手。当初は完璧すぎる咲が気に入らず嫌がらせをしていたが病気であることを知り、罪滅ぼしとして彼女を助ける手助けをしたのをきっかけに武紀に好意を寄せるも、素直に認めようとはしない。その後も武紀達の危機を何回か救っている。第7巻で理恵達の正体を知り、協力するようになった。
8年前の交通事故で唯一生き残った少女。
四阿 小由奈（しあ こゆな）
来訪者。「エターナル イノセンス」のメガネをかけたキャラで、夏海の友人でヒロインにしたいサブキャラとしてひそかな人気がある。三宅拓海に想いを寄せている。一度夏海シナリオの終了時、夏海とともに消えるも再設定後に復活した。普段は大人しいが怒らせると怖い。当初は武紀をお兄さんと呼んでいたが後に名前で呼ぶようになるなど武紀に好意を寄せていると思われる描写がある。
三宅 拓海（みやけ たくみ）
来訪者。「エターナル イノセンス」のキャラで、夏海の友人。夏海に想いを寄せている。武紀曰く「自分より主人公」らしい人物。一度夏海シナリオが終了した際、夏海とともに消えるも再設定後に復活した。当初は武紀を先輩と呼んでいたが彼の男気に惚れ、武にいと呼ぶようになった。
真田 正樹（さなだ まさき）
来訪者。「エターナル イノセンス」の本来の主人公。性格はぶっきらぼうで素っ気無いが曲がったことが嫌いな熱血漢。
一時的に武紀に重複した後、管理AIによって投影される。重複時に武紀の体で咲に告白し、他の三人のヒロインを傷付けてしまう。
武紀と主人公の座を奪い合うが、それに負けてヒロイン達を彼に託し消滅したもののその後も何回も出現し、武紀を助けている。
なお、重複時はヒロイン達は彼の存在には気付かなかったが普段の武紀との違いに違和感を覚え、ゆうきもすぐに違和感の正体に気づいた。

### その他の人物
神楽 八重（かぐら やえ）
来訪者。「エターナル イノセンス」のキャラで、咲の従姉妹。大人になった咲のような容姿をしている。咲に骨髄を移植した。
管理AIのNo.38・沙耶に重複されている。
藤田 大輔（ふじた だいすけ）
設定者。「メモリーロンド」を投影した人物で以後も武紀やゆうきに協力している。
前羽良 知世（まえはら ともよ）
来訪者。「メモリーロンド」のメインヒロインで武紀のアルバイト先で再会した。
普久乃原 秀（ふくのはら しゅう）
来訪者。「メモリーロンド」に登場。藤田の親友。シナリオ終了と共に消滅。
佐崎 恵奈（ささき めぐな）
武紀の現実世界での幼馴染。
「メモリーロンド」の登場人物である「佐崎 恵奈」と同姓同名だったために、世界改変に巻き込まれ「メモリーロンド」の佐崎 恵奈として行動する。佐崎 恵奈のシナリオが終わるに伴い、本来の彼女に戻った。その際、世界改変にまきこまれていた間の記憶はなかった。
「メモリーロンド」の佐崎恵奈は、秋原理恵と声優が同じ。その後、武紀のアルバイト先で再会し改めて武紀のことを思い出した。
都筑 麻衣（つづき まい）
武紀の従姉妹。武紀の家事スキルは彼女の指導によるもの。武紀におしゃれの才能がないというトラウマを突きつけた張本人。
武杉 智樹（たけすぎ ともき）
設定者。28歳。喫煙者。13年前に｢クラスメイト｣というゲームを投影し、ヒロインである｢皆河 春奈｣と結婚していたが、8年前の交通事故で亡くており、容姿や性格が似ている春海を誘拐するため、春海と夏海の父である九条院正親に成りすました。しかしその後は誘拐をあきらめ引き上げた。その後も武紀の手助けをすることもある。
南雲 裕悟（なぐも ゆうご）
設定者。「陽炎の疵痕」を投影した。
ちょっとした事情により、8年前からアカシックサーバーにいる。
高校生の容姿をしているが、アカシックサーバーでは年をとらないため、実年齢は26歳。

### 外伝の人物
高橋 秀之（たかはし ひでゆき）
設定者。26歳。8年前に「キセキ」を投影し、ヒロインである紅沢紫乃と恋人になる。
紫乃を助けるために、システムエンジニアとなりフェアリーテールシステムを追い求めている。
その過程のひとつとして「能力インストール」を開発し扱う。
紅沢 紫乃（くれさわ しの）
来訪者。「キセキ」のヒロインの1人で、秀之の恋人。ゲームのシナリオにより意識不明となり、病院で8年間眠り続けている。
藍空 暎那（あいそら えいな）
来訪者でアドミニストレーションビジター（直訳は『管理する訪問者』）。身元不明のキャラクターの少女。あまり喋らず、感情も露わにしない。ただし、大学生としても通じるほどの学力を持つ。
フェアリーテールシステムによる世界改変を起こし、高橋秀之の妹となった。ただし、記憶喪失で重要な情報は全て忘れている。本編では第5巻から登場し、武紀にヒロインを救う方法を教えた。
正体は、管理AIのNo.87。
鞍田 義人（くらた よしひと）
来訪者。「キセキ」の主人公の親友のキャラクターで、秀之の親友。一言で「万能」と称されるほど、多様なスキルを高いレベルで持っている。
重度のロリコンから、女児と接することのできる小学校の教諭を仕事とした。
神藤 焔（しんどう ほむら）
「陽炎の疵痕」のメインヒロイン。物理法則をも無視した怪力と、対象を限定する特性を備えた発火能力「パイロキネシス」をもつ。
また、炎の魔神「ムスペル」を体に飼っている。ゲーム中では制御ができなかったが、現在はできるようになっている。
電子妖精に所属していて、その命令に従い藍空暎那を狙っていた。

## 用語
設定者
フェアリーテールシステムを使って、ゲームを現実に投影した者の総称。正式名称は『カスタマー』。特別なものにリテラルカスタマーなどがある。
来訪者
フェアリーテールシステムにより、現実に投影されたゲームのキャラクターの総称。正式名称は『ビジター』。特別な者にアドミニストレーションビジターなどがある。
架空能力エレメント
フェアリーテールシステムにより投影された、キャラクター等の異能力。
ゲーム内に名称の無い能力にも名前がつけられているようで、ゆうきの魂を見る能力は「人物クラス閲覧用網膜」と呼ばれている。
フェアリーテールシステム
架空のコンテンツを現実に投影するシステム。ゲームディスクを媒介として「世界を改変」する。管理AIによって操作されている。
アカシックサーバー
フェアリーテールシステムのデータベース。中はデータベースというよりも異世界に近く、風景等は現実のものと変わりがない。
現実に投影されてから消えたキャラクターなどが、ここに投影し直されている。ただし、投影の仕様はやや異なり、地名等の世界観も投影されている。
そのため、内部はそれらのゲームのさまざまな町が組み合わさった構造になっている。
管理AI
フェアリーテールシステムを管理、操作している。複数あり、最上級AIとその下の上位AIの他は不明。
最上級AIには名前、上位AIには番号がついている。
重複（デュプリケート）
フェアリーテールシステムによって、現在ある人物の中に、違う人物を投影すること。通常と違い人物を変化させている訳ではないため、投影されている間魂は2つになる。
投影された人物も体を動かすことはできる。シナリオ等がある場合は、投影された人格の方が強制力が強い。
関係崩壊因子
この因子を宿すと、徐々に周りの人が宿した人物への興味を失い、そうなるほど、宿した人物の存在が薄れて最終的には消滅する。治すことはできず、感染性がある。強い自己嫌悪によって比例して症状が進行するが、進行の抑制は可能。武紀やゆうきらがカスタマーになる前に患っていた症状とほぼ同じ。
関係接続因子
関係崩壊因子と同じく強い感情によって発生し、関係崩壊因子を抑制する力を持っている。
関係崩壊因子を発症しているときに発生しやすくなる。
能力インストール
セキュリティホールを使ってフェアリーテールシステムにアクセスし、アカシックサーバーにいるキャラクターの能力を宿すことができるプログラム。
プログラムが書かれている秀之の携帯電話から最も間近な人に効果があるが、セキュリティーホールが閉じられてしまうために、効力は約1時間しかない。
エターナル イノセンス
武紀が最も愛したギャルゲー。オーソドックスな学園ラブストーリー。舞台は蓮條市。
ヒロインゲートというブランドが開発し、2008年5月9日に発売。
ベースは18禁のPCゲームであるが、武紀がプレイしたのは後に出た全年齢対象のコンシューマ版。
また、本編以外にもファンディスク「永遠の絆をあなたと」が発売されている。
ささやきメモリー
本編に登場するギャルゲーの一つ。恋愛が成就するという噂のある巨木がある。
メモリーロンド
藤田大輔が投影したギャルゲー。伝奇的で残酷なシナリオが特徴。超常的な力をもった巨木がある。舞台は九乃里。
クラスメイト
武杉智樹が13年前に投影したギャルゲー。エターナルイノセンスとイラストレーターが同じ。
キセキ
高橋秀之が8年前に投影したギャルゲー。
電子妖精
フェアリーテールシステムを掌握しようとする科学者の集団。
8年前の交通事故
日本の交通史上最悪の事故。主だった原因は不明だが、信号故障や自動車の電子機器が一斉に狂ったなどと言われている。
武紀の父親や皆河春奈がこの事故で亡くなっており、愛子はこの事故で唯一生還している。
同じく8年前にフェアリーテールシステムに情報攻撃（データアタック）があったようだが、関連性は不明。

## 既刊一覧

### 小説
| 巻数     | 巻数                                                  | 発売日         | ISBN              |
| -------- | ----------------------------------------------------- | -------------- | ----------------- |
| 1        | ギャルゲヱの世界よ、ようこそ!                         | 2009年1月30日  | 978-4-7577-4646-6 |
| 2        | ギャルゲヱの世界よ、ようこそ! disc2                   | 2009年5月30日  | 978-4-7577-4890-3 |
| 3        | ギャルゲヱの世界よ、ようこそ! disc3                   | 2009年9月30日  | 978-4-0472-6020-7 |
| 4        | ギャルゲヱの世界よ、ようこそ! disc4                   | 2010年1月30日  | 978-4-04-726288-1 |
| 5        | ギャルゲヱの世界よ、ようこそ! disc5                   | 2010年5月29日  | 978-4-04-726538-7 |
| 6        | ギャルゲヱの世界よ、ようこそ! disc6                   | 2010年10月30日 | 978-4-04-726819-7 |
| 7        | ギャルゲヱの世界よ、ようこそ! disc7                   | 2011年5月30日  | 978-4-04-727282-8 |
| 8        | ギャルゲヱの世界よ、ようこそ! disc8                   | 2011年8月29日  | 978-4-04-727465-5 |
| 関連書籍 |                                                       |                |                   |
|          | ギャルゲヱの世界よ、ようこそ! addon シルバーブレット1 | 2010年6月30日  | 978-4-04-726663-6 |
|          | ギャルゲヱの世界よ、ようこそ! Fandisc                 | 2010年8月30日  | 978-4-04-726728-2 |
|          | ギャルゲヱの世界よ、ようこそ! addon シルバーブレット2 | 2011年2月28日  | 978-4-04-727082-4 |
|          | ギャルゲヱの世界よ、ようこそ! Extradisc               | 2011年11月30日 | 978-4-04-727642-0 |

### 漫画
| 巻数 | 巻数                               | 発売日        | ISBN              |
| ---- | ---------------------------------- | ------------- | ----------------- |
| 1    | ギャルゲヱの世界よ、ようこそ!（1） | 2011年8月11日 | 978-4-7577-4646-6 |
| 2    | ギャルゲヱの世界よ、ようこそ!（2） | 2012年2月15日 | 978-4-7577-4890-3 |